# Рив-де-л'Іон
Рив-де-л'Іон (фр. Rives de l'Yon) — муніципалітет у Франції, у регіоні Пеї-де-ла-Луар, департамент Вандея. Рив-де-л'Іон утворено 1 січня 2016 року шляхом злиття муніципалітетів Шає-су-лез-Ормо i Сен-Флоран-де-Буа. Адміністративним центром муніципалітету є Сен-Флоран-де-Буа. Населення — 4245 осіб (01.01.2021).